# Билунгска марка
Билунгската марка, още Марката на Билунг или Марката на Билунгите (на немски: Mark der Billunger), е историческо маркграфство през Средновековието, което съществува от 936 до 983 г. Наречена е на рода на Билунгите.

## История
Билунгската марка се е намирала между Елба и Балтийско море и обхващала територията на по-късния Мекленбург и западната част на Предна Померания. Тя е граничела на север с Балтийско море, на изток – с Херцогство Полша, на юг – със Саксонската източна марка и на запад – с племенното херцогство Саксония.
Марката е образувана през 936 г., когато Херман Билунг получава от херцога на Саксония и крал Ото I като princeps militiae (маркграф) задачата да пази границата на Източното франкско кралство и господството над редарите, абодритите, полабите, вагрите и цирципаните. Марката е наречена на него Билунг.
След Славянското въстание от 983 г. Билунгската марка е ликвидирана от Саксония. Събитията на тази територия са описани преди всичко в „Chronica Slavorum“ на Хелмолд Босауски.